# Пижиці (гміна)
Гміна Пижице (пол. Gmina Pyrzyce) — місько-сільська гміна у північно-західній Польщі. Належить до Пижицького повіту Західнопоморського воєводства.
Станом на 31 грудня 2011 у гміні проживало 19829 осіб.

## Територія
Згідно з даними за 2007 рік площа гміни становила 204.40 км², у тому числі:
- орні землі: 85.00%
- ліси: 1.00%

Таким чином, площа гміни становить 28.17% площі повіту.

## Населення
Станом на 31 грудня 2011:
| Опис     | Загалом | Загалом | Чоловіки | Чоловіки | Жінки | Жінки |
| -------- | ------- | ------- | -------- | -------- | ----- | ----- |
| одиниця  | осіб    | %       | осіб     | %        | осіб  | %     |
| все      | 19829   | 100     | 9827     | 49.56    | 10002 | 50.44 |
| міське   | 12876   | 100     | 6282     | 48.79    | 6594  | 51.21 |
| сільське | 6953    | 100     | 3545     | 50.99    | 3408  | 49.01 |

## Сусідні гміни
Гміна Пижице межує з такими гмінами: Бане, Варніце, Козеліце, Ліп'яни, Мислібуж, Пшелевіце, Старе Чарново.